# 卓爾居
卓爾居（英語：Chelsea Heights）是新鴻基地產旗下私人住宅連商場物業，由新鴻基建築有限公司設計，劉榮廣伍振民建築師事務所負責統籌，位於香港新界屯門石排頭徑1號，鄰近蔡意橋；項目分兩期發展，第1期於1998年入伙，第2期於2000年入伙。屋苑原址是出產粉絲的竹園村青山食品廠。

## 簡介
項目分兩期發展，第1期設有3座（1至3座），第2期另設有3座（5至7座，不設第4座），平台有通道互相連接。大廈樓高37至38層（實際33至34層），每層設有8個單位，合共提供1600個單位，主要以2房單位為主，由644方呎起。C至F室座向前臨屯門河道及港鐵西鐵綫架空路軌，A、B、G及H室座向背靠大興邨、賽馬會仁愛堂游泳池及屯門鄧肇堅運動場，享有開揚視野。
而第一期則採用富士達升降機，第二期樓宇一律採用OTIS升降機。

## 設施
住客會所由兩期住客共用，佔地13萬方呎。設施包括戶外泳池、兒童遊樂場、室內多用途運動場、健身室、乒乓球室、桑拿房等。根據地契，卓爾居地面提供面積約2,810平方米的公眾休憩空間。
此外，發展商在興建屋苑期間，亦須代建馬錦明慈善基金馬可賓紀念中學的校舍。該校舍已於1997年先期落成，較卓爾居第一期早一年完工。

## 商場
第2期基座設有商場「卓爾廣場」，樓高4層，租戶以超級市場、連鎖食肆和民生商舖為主。商場在2015年曾進行大型翻新工程。

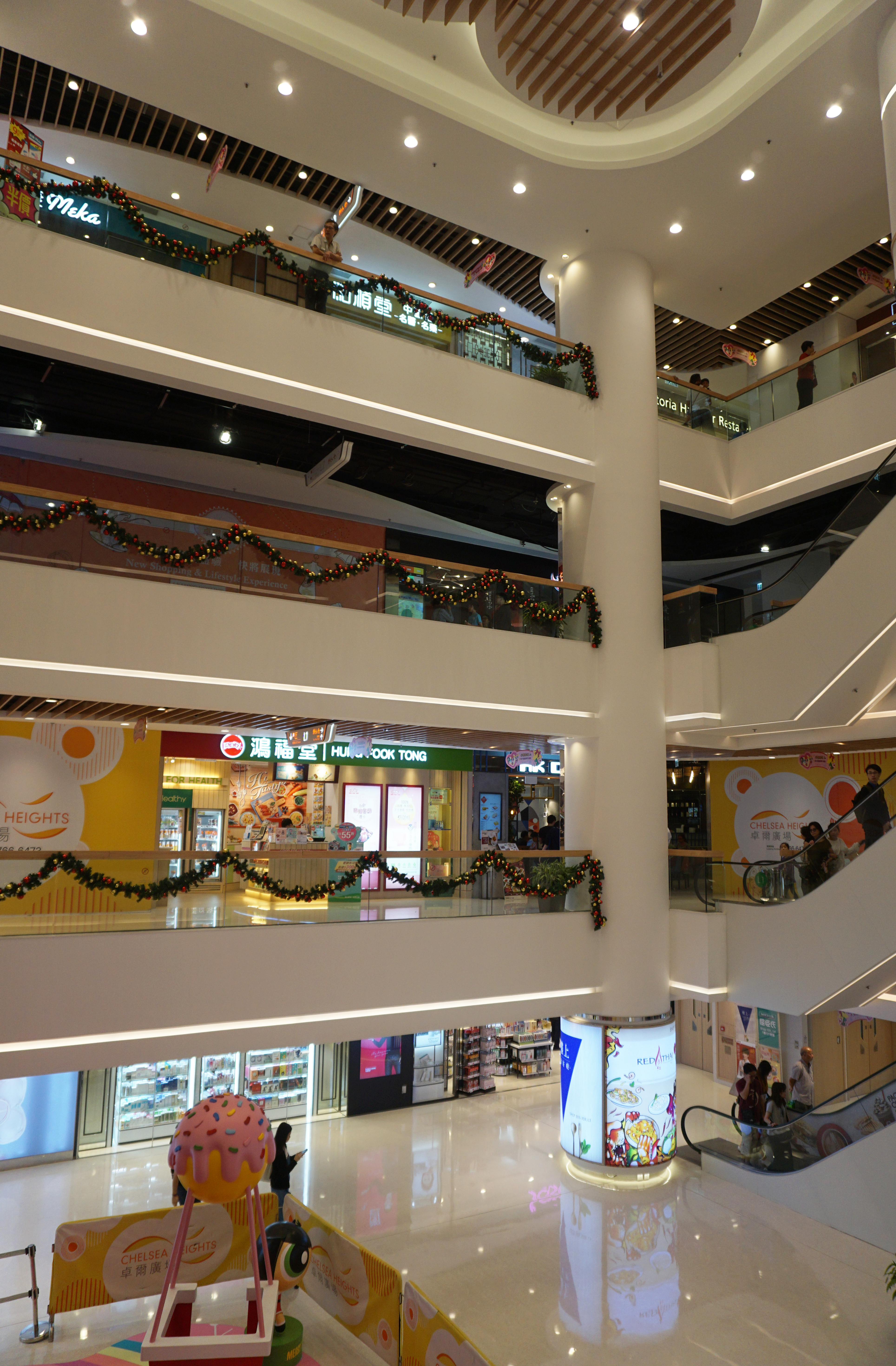
卓爾廣場中庭南面
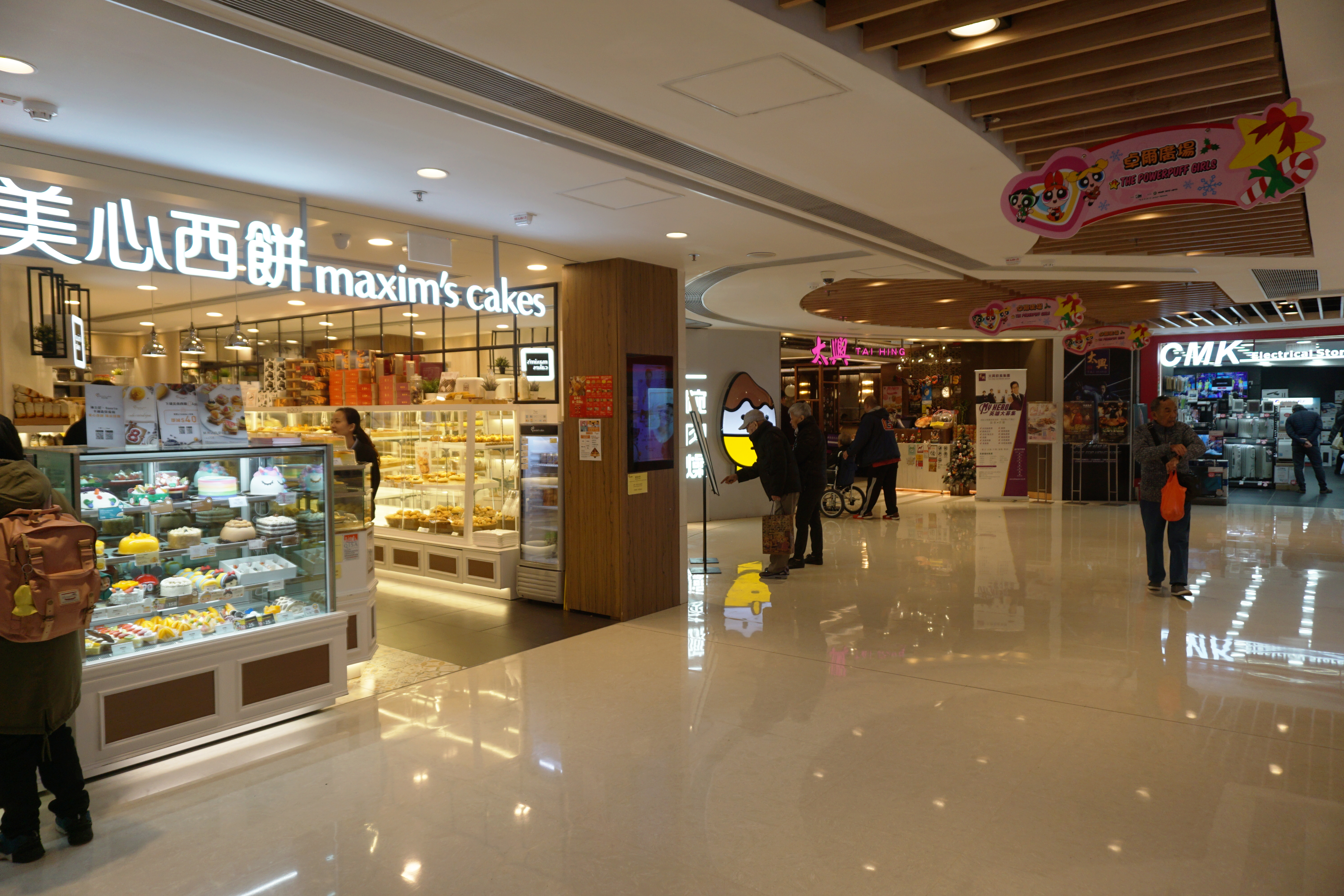
卓爾廣場地下
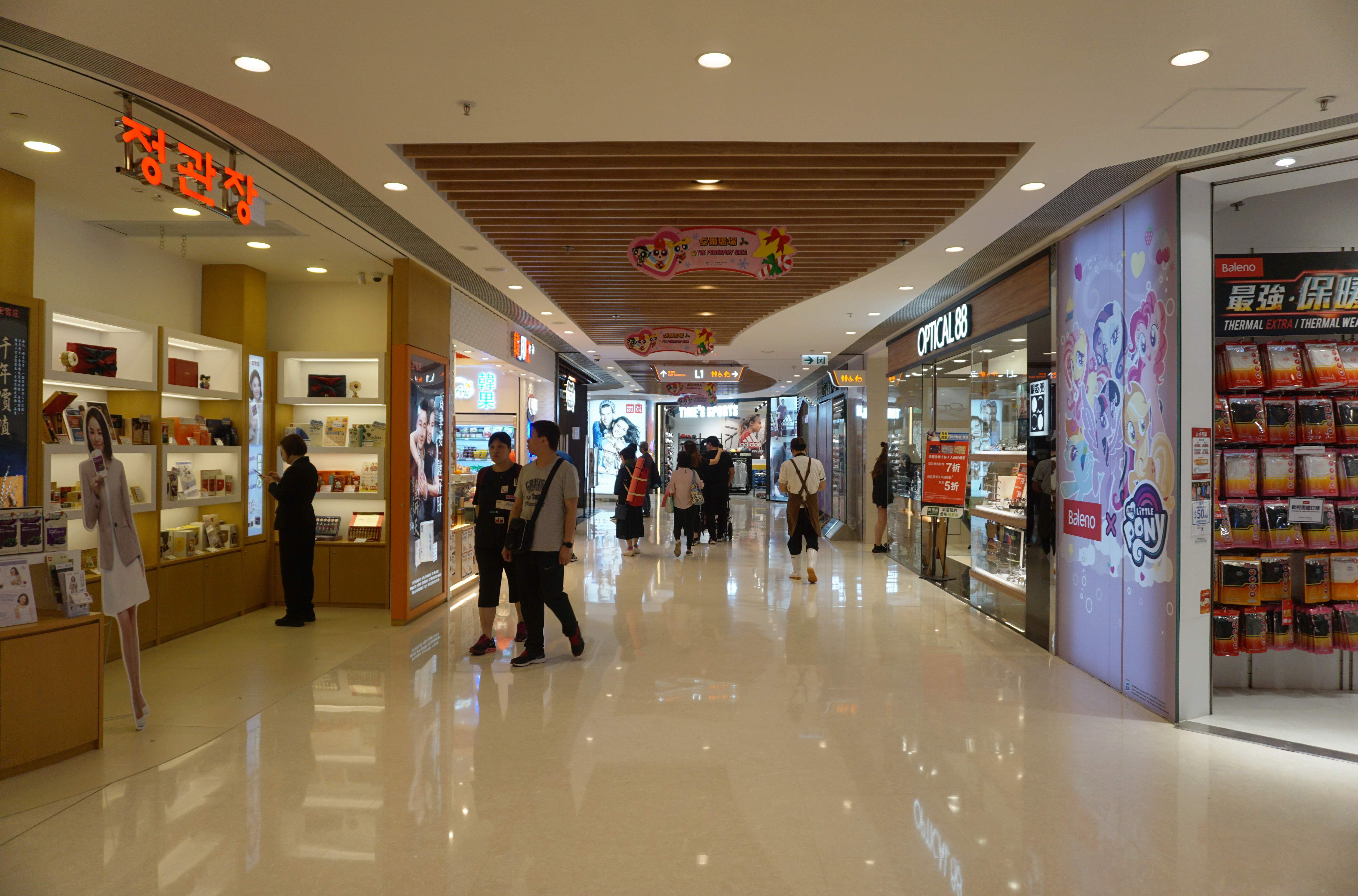
卓爾廣場1樓
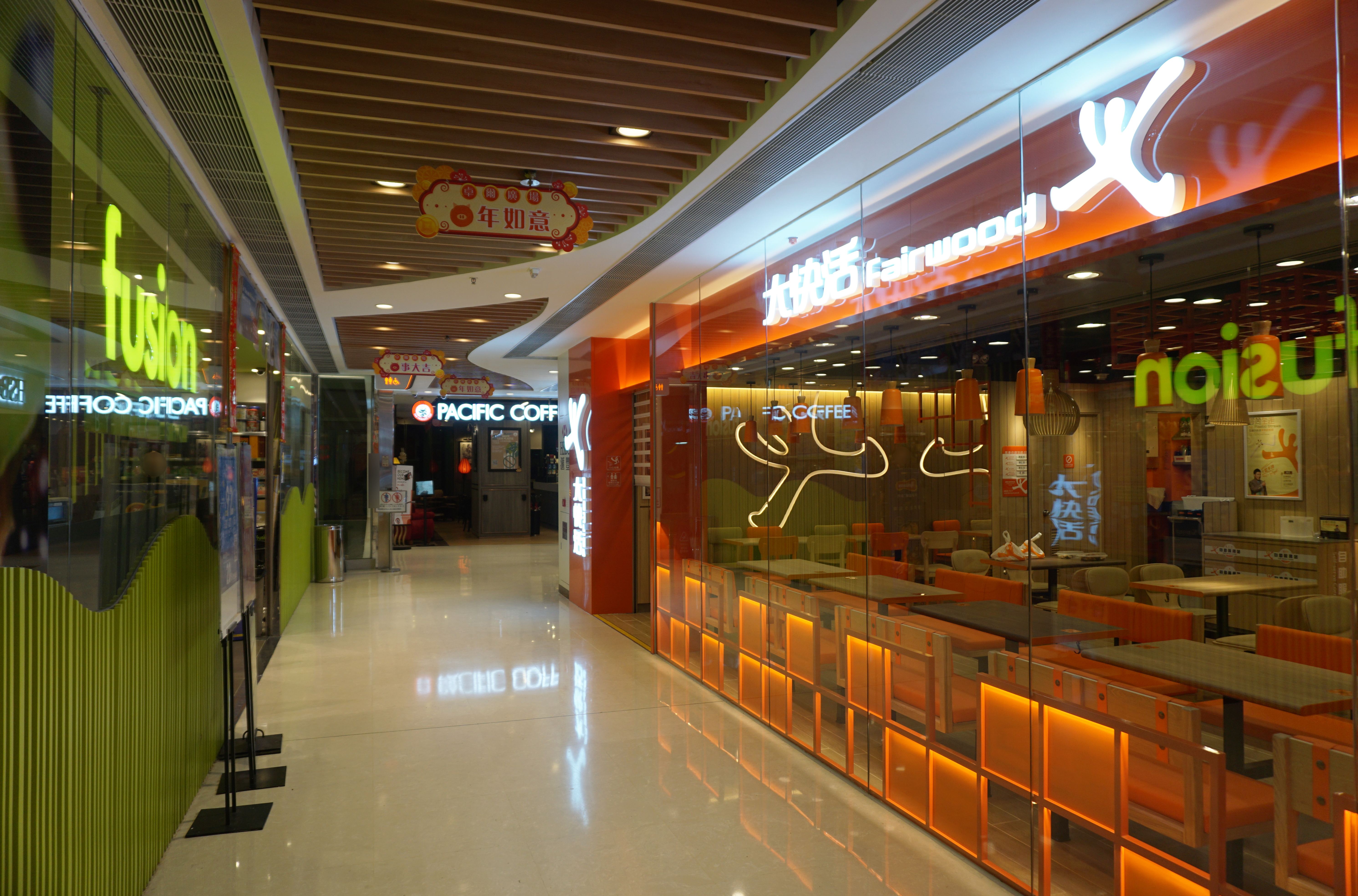
卓爾廣場2樓
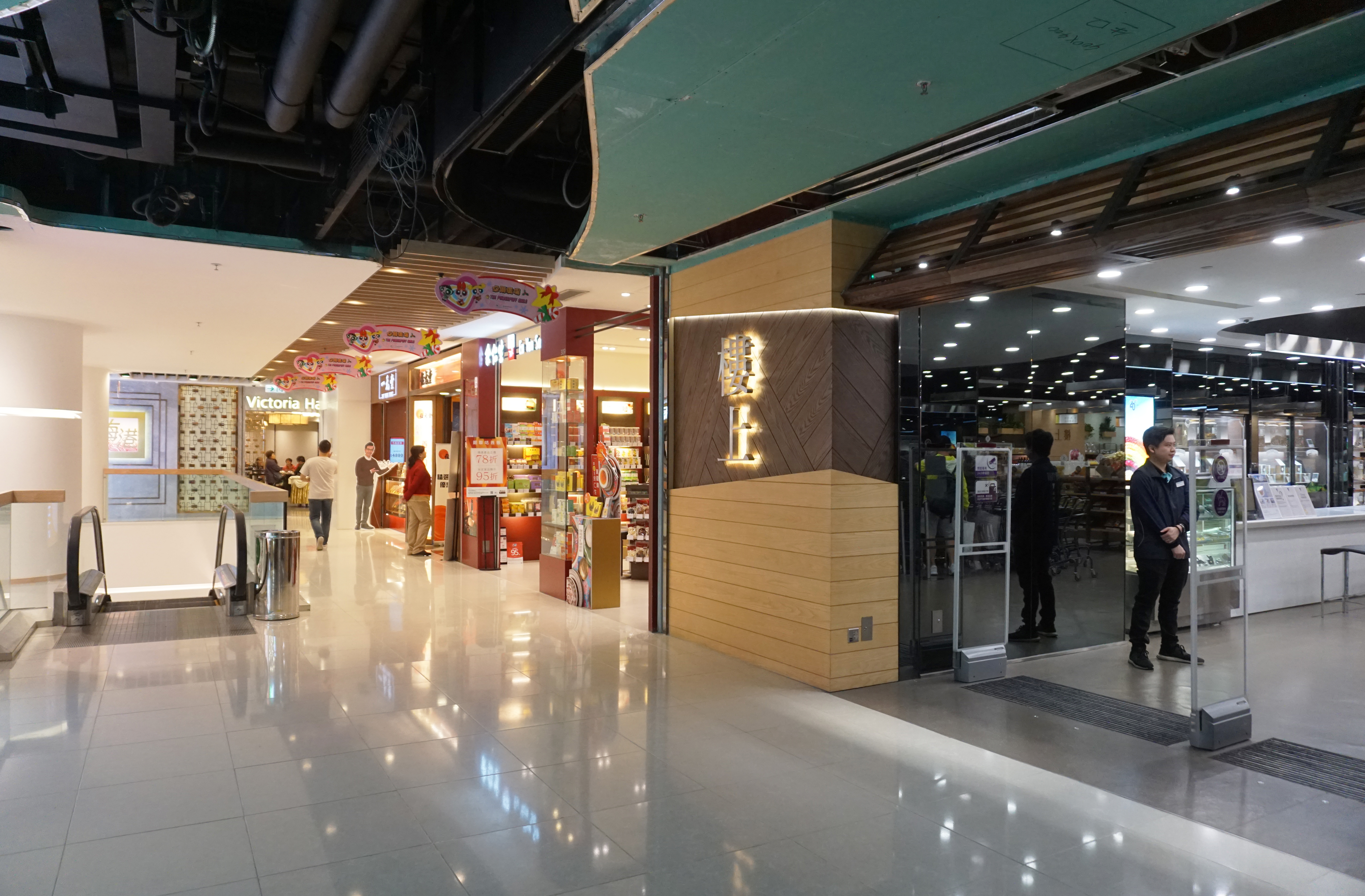
卓爾廣場3樓
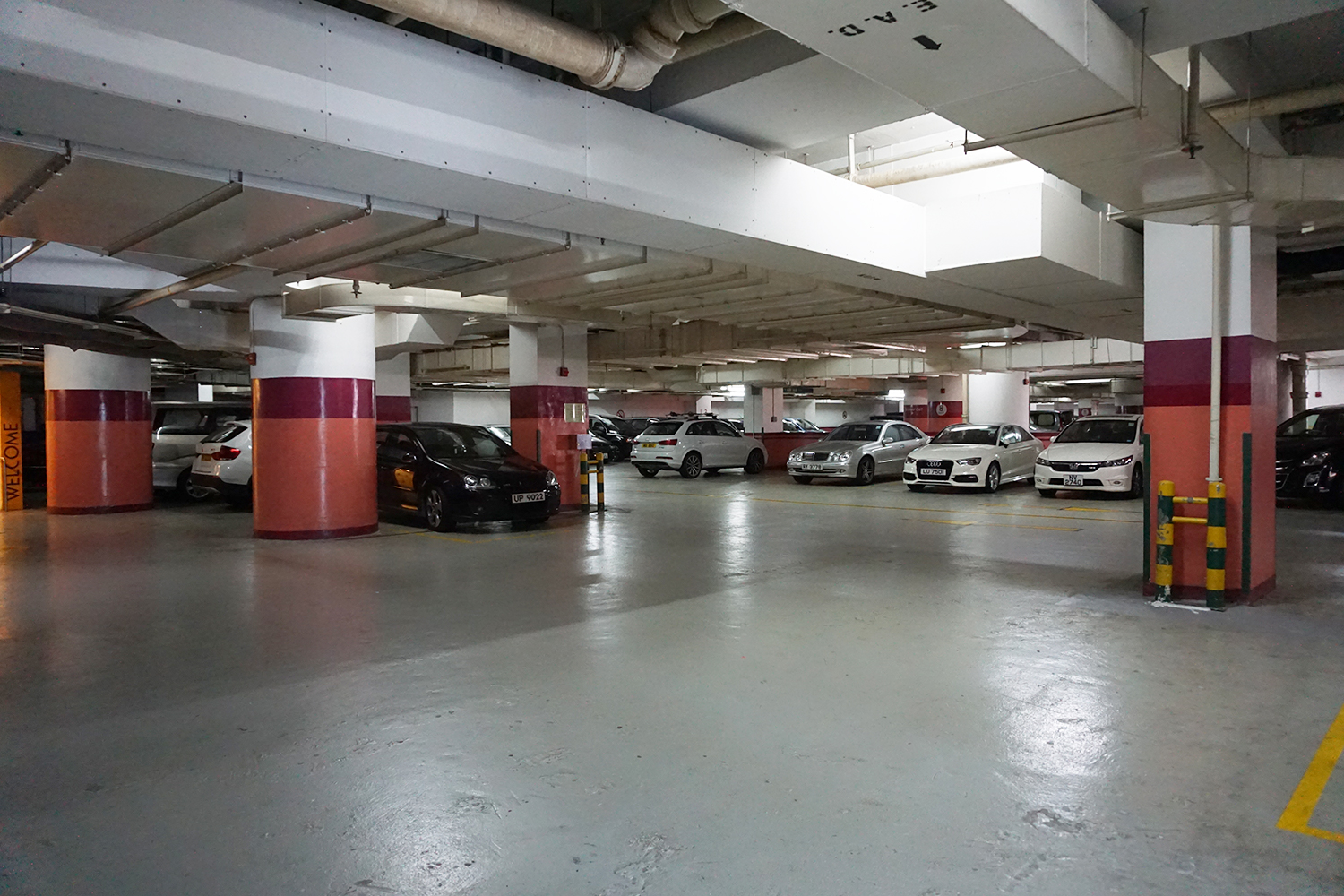
停車場
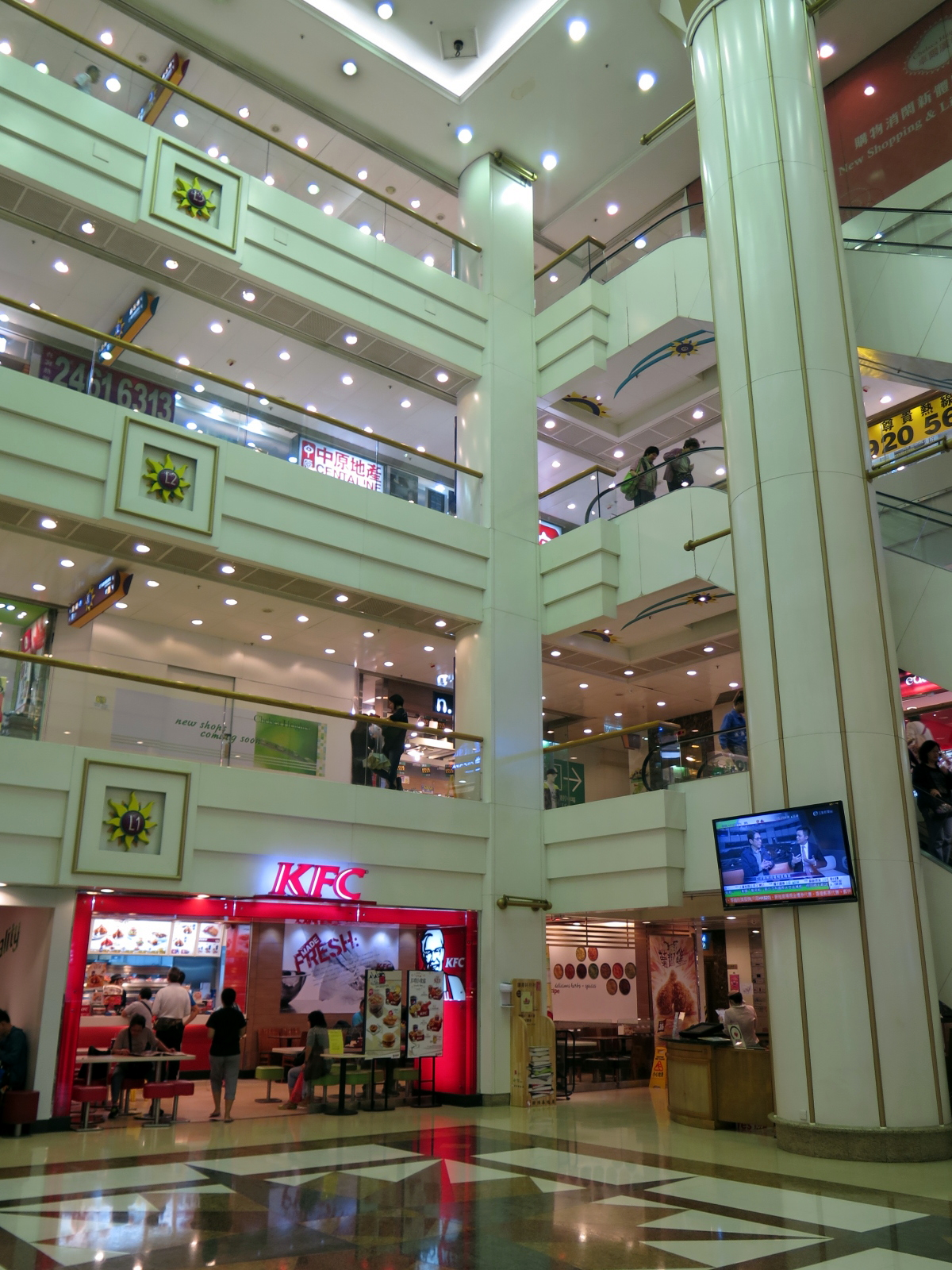
翻新前卓爾廣場中庭（2015年）
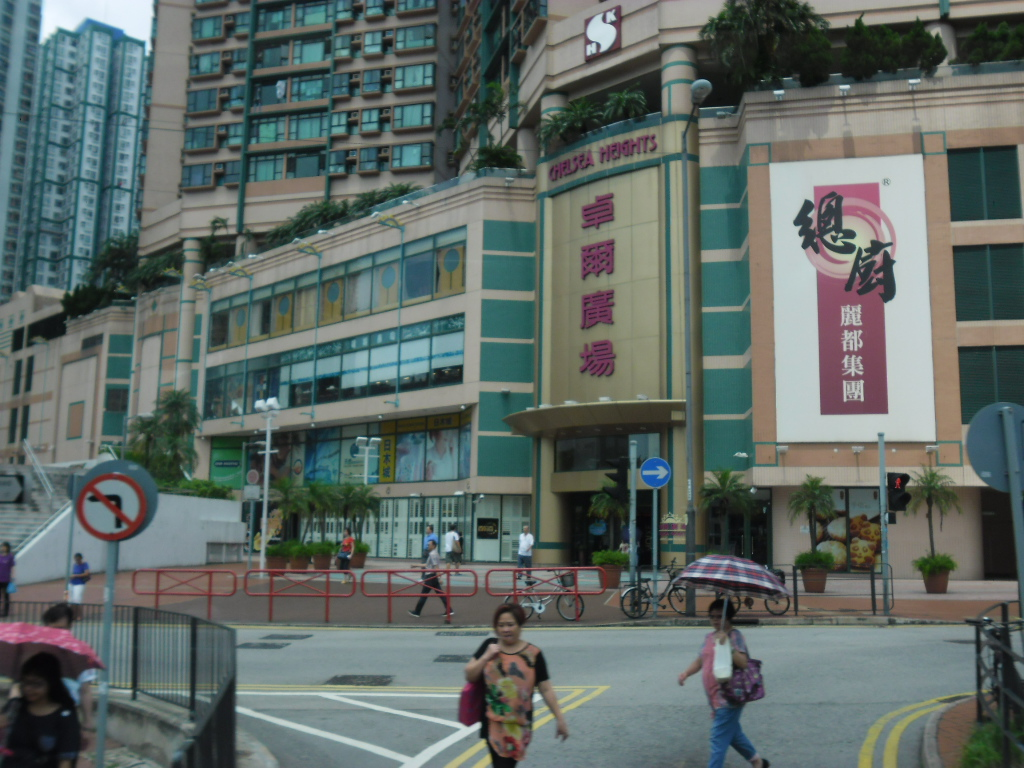
2013年9月的卓爾廣場外貌，地下百份百餐廳、2樓明將壽司及3樓麗都總廚今已結業
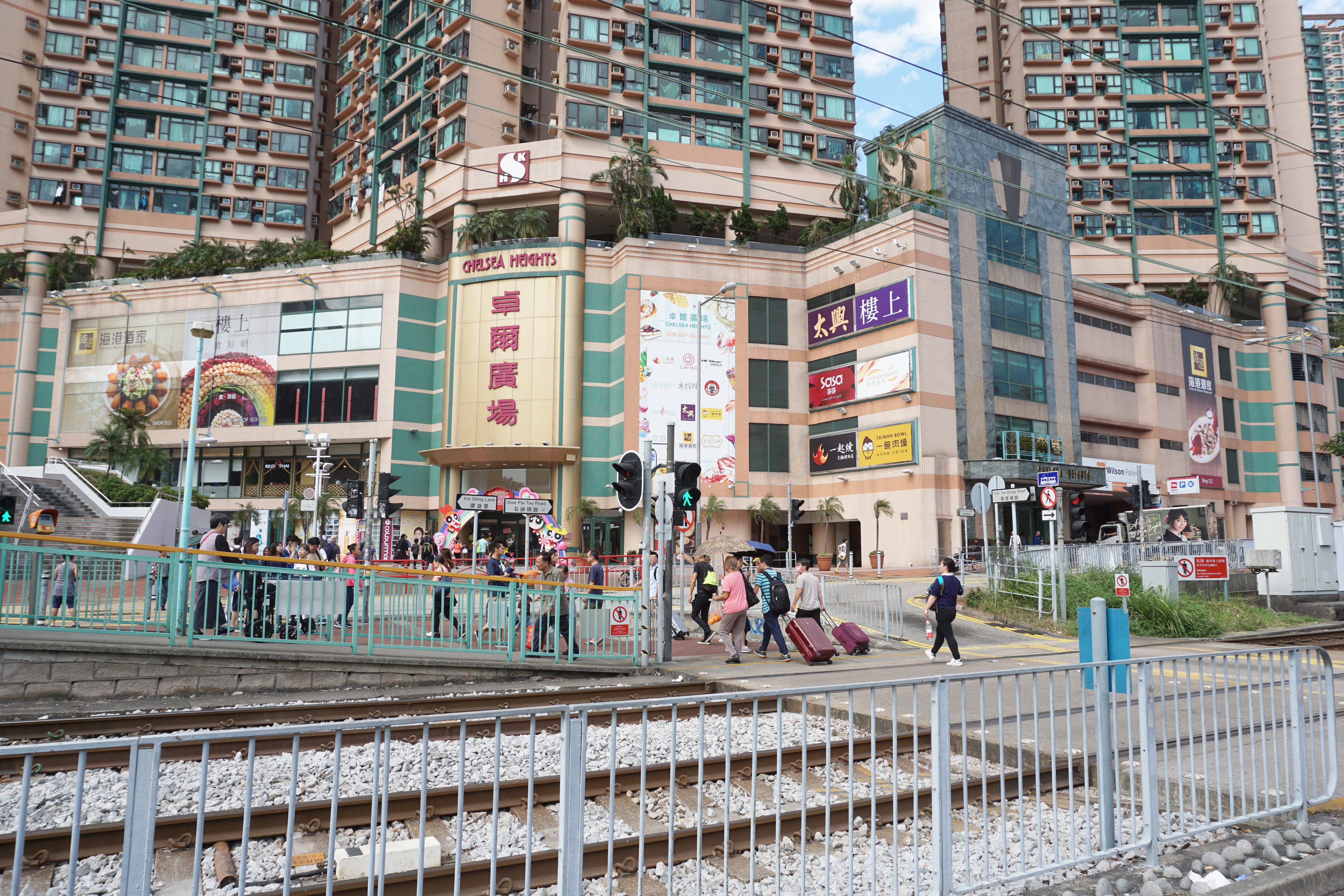
卓爾廣場外貌
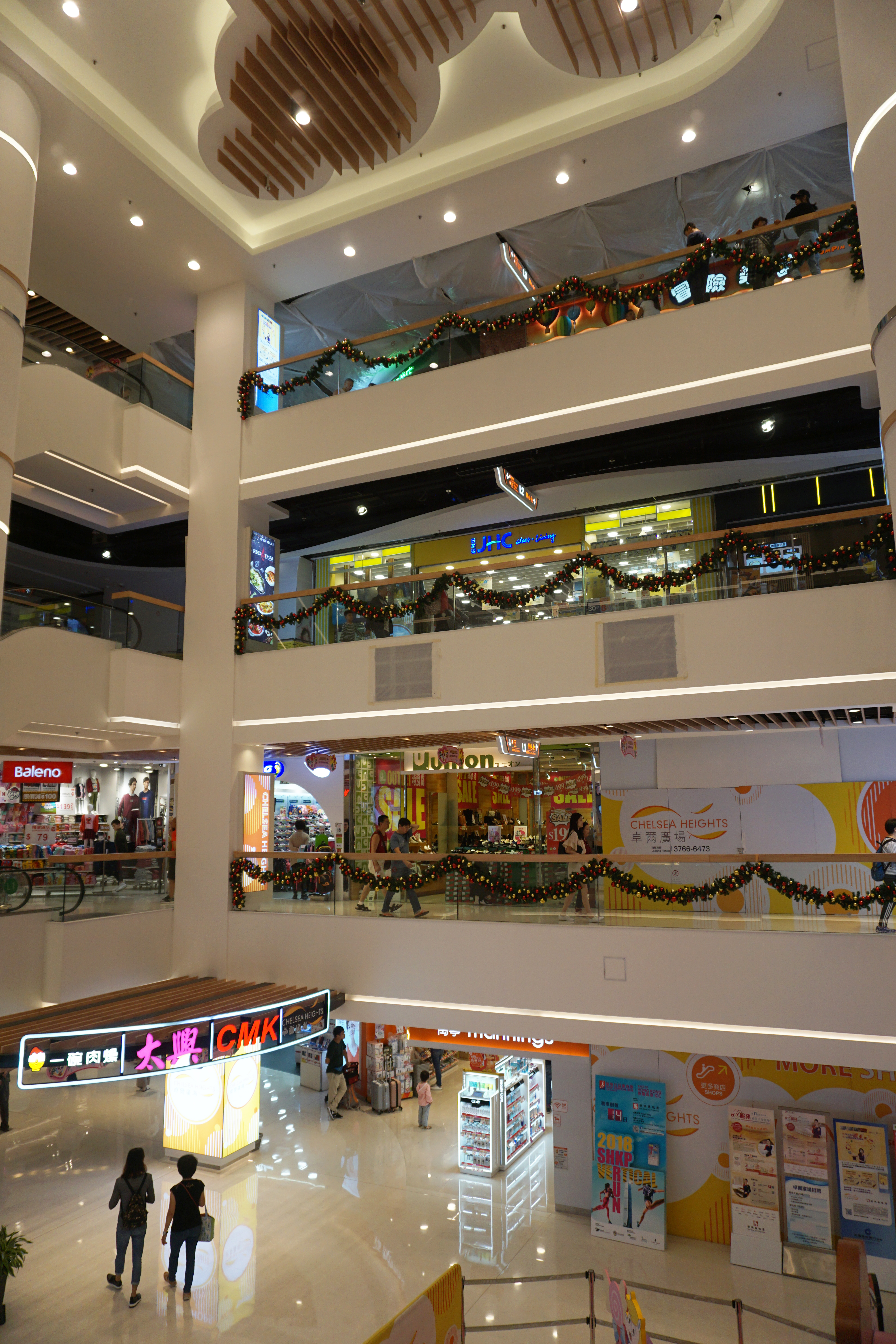
卓爾廣場中庭

## 所屬選區
卓爾居與鄰近的大興花園、翠林花園、康德花園等屋苑均屬於屯門區議會的翠興選區，最後一任區議員是屯門社區網絡主席潘智鍵。2023年選舉改革後，該選區被併入至屯門西。
立法會地區直選中，則屬於新界西（LC4）選區。

## 交通
卓爾居位處輕鐵站蔡意橋站及銀圍站，步行到港鐵屯馬綫屯門站約5-8分鐘。

## 資料來源與註釋
1. ↑  伍志輝. . 蘋果日報. 2011-10-15  [2018-11-19]. （原始内容存档于2020-03-29）.
2. ↑  黃偉駿、蔡建豪、蔡元貴、馮永堅. . 蘋果人報. 2008-03-29  [2018-11-19]. （原始内容存档于2020-03-29）.
3. ↑  . 立法局工務小組委員會. 1996-03-15  [2022-08-05]. （原始内容存档于2019-11-01）.
4. ↑   (PDF).   [2020-08-26]. （原始内容存档 (PDF)于2018-01-24）.
5. ↑   (PDF).   [2020-08-26]. （原始内容存档 (PDF)于2018-11-23）.

## 外部連結
- 新界筍盤：屯門卓爾居　靚裝景開揚 （页面存档备份，存于），蘋果日報，2011-10-15
- 黃偉駿、蔡建豪、蔡元貴、馮永堅. . 蘋果人報. 2008-03-29  [2018-11-19]. （原始内容存档于2020-03-29）.